# 조용진 (교수)
조용진(1950년 2월 19일 충청남도 서천군 - )은 대한민국의 대학교수이다. 현재 한남대학교에 재직중이다. 그는 충청북도 제천시 황석리에 발굴되었던 서양인과 비슷한 유골을 복원한 학자이다. 그는 한민족의 대표적인 얼굴 형태를 북방계와 남방계로 구분한다.

## 저서
- 《얼굴 한국인의 낯》 - 1999년, 2003년 작
- 《머리가 좋아지는 그림 그리기》 - 2004년 작